# Certhiaxis
Certhiaxis es un género de aves paseriformes perteneciente a la familia Furnariidae que agrupa a especies nativas de Sudamérica, donde se distribuyen desde el norte de Colombia y Venezuela hasta el norte de Argentina y Uruguay. Son conocidas popularmente como curutiés.

## Etimología
El nombre genérico masculino «Certhiaxis» es una combinación de los géneros Certhia (los trepadores del Viejo Mundo) y Synallaxis (los pijuís).

## Características
Las aves de este género son dos pequeños furnáridos, que miden alrededor de 14 cm de longitud, marcadamente bicolores, rufos o pardo rojizos y blancos, que prefieren hábitats abiertos de tierras bajas y siempre cerca de agua. Sus picos son más largos que los del género Cranioleuca.

## Lista de especies
Según las clasificaciones del Congreso Ornitológico Internacional (IOC) y Clements Checklist/eBird v.2019, el género agrupa a las siguientes especies con el respectivo nombre popular de acuerdo con la Sociedad Española de Ornitología (SEO):
| Imagen | Nombre científico      | Autor                | Nombre común       | EC (*) |
| ------ | ---------------------- | -------------------- | ------------------ | ------ |
|        | Certhiaxis cinnamomeus | (Gmelin, 1788)       | curutié colorado   | LC     |
|        | Certhiaxis mustelinus  | (P.L. Sclater, 1874) | curutié rojiblanco | LC     |

(*) Estado de conservación

## Taxonomía
Anteriormente se creyó que el presente género era cercano a Cranioleuca, género que llegó a ser incluido en el presente. Los amplios estudios genético-moleculares de Derryberry et al. (2011), demostraron que está hermanado con Synallaxis. Los estudios de genética molecular de Claramunt (2014) encontraron que el par formado por Schoeniophylax phryganophilus y Mazaria propinqua forma un clado con Certhiaxis.